# 胡正昌
胡正昌（1939年11月—2023年12月10日），男，江苏常州人，中华人民共和国政治人物，曾任上海市人民政府副秘书长、办公厅主任，上海市人大常委会副主任。2023年因病去世。